# Kazimierz Szeląg
Kazimierz Szeląg (ur. 20 stycznia 1933 w Nawsiach Kołaczyckich, zm. 9 czerwca 2024) − generał brygady WP.

## Życiorys
W 1950 roku skończył liceum w Kołaczycach, po czym przez rok pracował w Zakładach Przemysłu Papierniczego w Wojcieszowicach, następnie wstąpił do Wojska Polskiego i w 1952 roku ukończył Techniczną Szkołę Wojsk Lotniczych w Warszawie.
Początkowo służył jako technik uzbrojenia lotniczego w 20. Pułku Lotnictwa Myśliwskiego we Wrocławiu w stopniu chorążego, od 1952 roku instruktor remontu uzbrojenia lotniczego, a od 1956 wykładowca w Szkole Specjalistów Remontowych Lotnictwa. Od jesieni 1953 roku podporucznik, od 1 czerwca 1956 porucznik, od września 1961 kapitan. W latach 1957–1960 technik uzbrojenia eskadry lotniczej w 5. Pułku Lotnictwa Szturmowego w Bydgoszczy. Następnie do 1963 roku kierownik grupy technicznej w 48. Pułku Lotnictwa Myśliwsko-Szturmowego, a w latach 1963–1965 w 4. Pułku Lotnictwa Myśliwskiego w Goleniowie. W 1965 roku był instruktorem politycznym batalionu zaopatrzenia i zastępcą dowódcy dywizjonu technicznego ds. politycznych.
W latach 1967–1971 studiował w Wojskowej Akademii Politycznej w Warszawie, następnie był zastępcą dowódcy 40. Pułku Lotnictwa Myśliwsko-Szturmowego ds. politycznych w Świdwinie w stopniu majora, a od 30 września 1972 roku podpułkownika. Od września 1976 roku był zastępcą dowódcy i szefem wydziału politycznego 26. Brygady Artylerii OPK ds. politycznych, od września 1978 w stopniu pułkownika.
Od 24 kwietnia 1980 do 6 września 1982 roku był zastępcą komendanta Wyższej Oficerskiej Szkoły Radiotechnicznej ds. politycznych w Jeleniej Górze, następnie do lutego 1987 roku zastępcą dowódcy 2. Korpusu Obrony Powietrznej Kraju ds. politycznych w Bydgoszczy, później szefem Zarządu Politycznego i zastępcą dowódcy Wojsk Lotniczych w Poznaniu ds. politycznych. Jesienią 1988 roku mianowany generałem brygady; nominację wręczył mu w Belwederze przewodniczący Rady Państwa gen. armii Wojciech Jaruzelski.
Od czerwca 1990 roku w dyspozycji MON, w maju 1991 zwolniony ze służby i później przeniesiony w stan spoczynku.

## Awanse
W trakcie wieloletniej służby w Wojsku Polskim otrzymywał awanse na kolejne stopnie wojskowe:
- podporucznik – 1953
- porucznik - 1956
- kapitan – 1961
- major – 1968
- podpułkownik – 1972
- pułkownik – 1978
- generał brygady – 1988

## Wybrane odznaczenia
- Krzyż Oficerski Orderu Odrodzenia Polski (1987)
- Krzyż Kawalerski Orderu Odrodzenia Polski (1979)
- Złoty Krzyż Zasługi (1973)
- Medal 30-lecia Polski Ludowej
- Medal 40-lecia Polski Ludowej
- Złoty Medal „Siły Zbrojne w Służbie Ojczyzny”
- Złoty Medal „Za zasługi dla obronności kraju”